# Juan Carlos Tapia
Juan Carlos Tapia (Oruro, Bolivia, 1965; 31 de mayo de 2011) fue un destacado raquetbolista boliviano.
Juan Carlos nació el año 1965 en la ciudad de Oruro. Durante su vida como deportista fue varias veces campeón nacional en Bolivia. El año 2001, Juan Carlos dejó el Raquetbol y pasó a ser entrenador de varios jugadores jóvenes en dicho deporte. Entre esos varios jugadores que formó se encuentran Yazmine Sabja y Carola Loma. 
Desde 2009, se convirtió en el seleccionador de la selección boliviana de Raquetbol, logrando 7 medallas de oro y dos medallas de plata en los Juegos Bolivarianos de Sucre de 2009.
Padeció de una enfermedad que lo llevaría a hospitalizarse el año 2011. Juan Carlos Tapia falleció en la ciudad de Cochabamba el 31 de mayo de 2011, a los 46 años de edad. Actualmente sus restos descansan en el cementerio concordia de Cochabamba.